# 田中緑
田中緑（たなか みどり、1988年10月26日 - ）は、日本のファッションモデル。ミス・ワールド・ジャパン2011として知られる。

## 経歴
1988年10月26日、岡山県に生まれる。実家は後楽園の入り口のお土産屋さん。きびだんご、ママカリ、桃太郎グッズなどを扱う。
高校卒業まで岡山に暮らす。たまたま母と東京に遊びに行った時に、モデル事務所にスカウトされたことをきっかけに上京。その事務所には少しの間だけ在籍。アパレルのバイトをしている時にまたスカウトされ、最終的に現事務所に落ち着く。
2010年、「ミンティアガールズ2010」に岡山県代表として参加。
2010年11月20日、トヨタオートサロンアムラックス東京（東京都豊島区）で行われた「ミス・インターナショナルとミス・ワールドの日本代表選出大会」で、ミス・ワールド日本代表に選ばれる。なお、この時の肩書はタレント。「夢に見ていた賞なので、すっごくうれしいです。世界大会でも力を出し切りたい」と、涙ぐみながら話した。当時は着物モデルの仕事が多かったので、日本代表としてそこを強みにしようと考えた。髪形を黒髪のおかっぱにしてインパクトを持たせたり、パフォーマンス審査のために津軽三味線を習うなどの対策が功を奏した。
2010年12月23日、「ユニセフサンタ」として「第32回ユニセフ　ハンド・イン・ハンド募金」の募金を呼び掛ける。2011年のミス･インターナショナル日本代表の村山和実、準ミス・インターナショナル日本代表の坂本亜沙美、準ミス・ワールド日本代表の市川奈央らも「ユニセフサンタ」に選ばれている。
2011年3月11日、東日本大震災発生。被災地にボランティアに行くなど、歴代のミス・ワールド日本代表行わなかった活動もたくさんした。本人によると、「それまでのミス・ワールドには経験できないことだったので、そういう時に自分がミス・ワールドになれて良かった」と思っている。
2011年7月12日、『ドリプラジオ』（FMおたる）で放送される。
2011年10月31日、テムズ川沿いでフォトセッションに臨む。ロイターテレビの取材に対し、「世界のミスと一緒にたくさんの経験をしたいと思ってここに来た。日本の美しさを紹介して、たくさん日本のことを好きになってもらいたい」と意気込みを語った。11月6日、Earls Court Exhibition Centreで行われた決勝で、Top31に残る。

### ショー
特記ない限り出典はブログのインフォメーションより
- 清鈴苑　きものショー（2009年-2011年）
- 紳士服の青山　プレス発表会モデル（2010年）
- 彩りの鎌倉・美しい着物（2010年）
- 25ans 創刊30周年記念企画「サステナ・チャリティガラ」（2010年）
- 第60回芸術祭全国大会International Beauty Forum 山野愛子ステージ（2010年）
- TOKYO KIMONO WEEK 2010「きもの・和・日本の美」（2010年）
- 雪見の会（2011年）
- 「日本の美を愛でる」～着物と四季の美を映像とショーで綴る哀愁の詩～（2011年11月19日、岡山市北区内山下・ルネスホール） [9]

## 人物
趣味は読書、写真、自然の中を歩くこと。特技はピアノ、早起き。書道三段保有。その他、お菓子作り（特にケーキ）が好きで、誕生日やバレンタイン、クリスマスなどのイベントがあると友達にあげるためにホールケーキを焼く程のはまりよう。パン作りも好き。好きな映画は『きみに読む物語』。カラオケでよく歌うのは絢香、JUJU、中島美嘉など。
美しさの秘訣は規則正しい生活と自信を持つことだと思っている。また、ラジオに出演した際、（自分を高めるためには）思いやりの気持ちは大事であると答えている。